# Sebastian Shaw
Sebastian Shaw (* 29. Mai 1905 in Holt, Norfolk; † 23. Dezember 1994 in Brighton, East Sussex) war ein britischer Schauspieler, Theaterregisseur und Dichter. Er zählte mit seiner über 65-jährigen Bühnenkarriere zu den Veteranen der britischen Theaterszene.

## Früheres Leben und Karriere
Shaw stammte aus einer musikalischen Familie. Er wurde als Sohn des Komponisten Geoffrey Shaw, dem Musiklehrer der renommierten Gresham’s School, geboren. Er hatte zwei weitere Geschwister. Sein Onkel Martin Shaw war ein bekannter Kirchenmusiker. Shaw wuchs in Holt, einer kleinen Marktgemeinde in Norfolk, auf. Mit acht Jahren stand er 1914 zum ersten Mal im Royal Court Theatre im Londoner Stadtteil Chelsea bei einer Neujahrsaufführung auf der Bühne. Er besuchte die Privatschule Gresham’s, wo sein Vater unterrichtete. Während seiner Schulzeit trat er in einer Schulaufführung der Shakespeare-Komödie Der Widerspenstigen Zähmung auf. Der spätere Schriftsteller W. H. Auden war zu diesem Zeitpunkt einer von Shaws Klassenkameraden. Nach dem Schulabschluss wollte Shaw zunächst Maler werden und studierte zwei Jahre lang Kunst an der Londoner Slade School of Fine Art, bevor er sich entschloss, zu seiner alten Leidenschaft – der Schauspielerei – zurückzukehren. Er erhielt ein Stipendium an der Royal Academy of Dramatic Art und war während seiner Ausbildung ein Kurskollege des Schauspielers Charles Laughton.
Nach dem Besuch der Schauspielschule begann Shaw seine Karriere auf der Theaterbühne und trat in Städten wie Bristol, Liverpool und Kingston upon Hull auf. Ab 1925 war er auch wieder auf den Theaterbühnen Londons in verschiedenen Stücken zu sehen. Er spielte häufig in Stücken von Shakespeare, darunter Romeo und Julia, Der Sturm und Henry V., wobei er selbst auch häufig Hauptrollen übernahm. 1929 schaffte Shaw dann sein Debüt am Broadway in New York City, wo er in einer Theateraufführung von Patrick Hamiltons Stück Rope’s End die Rolle eines Mörders spielte. Im selben Jahr heiratete Shaw auch Margaret Delamere und lebte von da an mit ihr im Londoner Gebäudekomplex Albany. 1932 wurde dem Paar eine gemeinsame Tochter geboren. 1931 kehrte er dann zu Stücken von William Shakespeare zurück und trat in Aufführungen wie Maß für Maß im Fortune Playhouse und Romeo und Julia am Londoner Embassy Theatre auf. Seine erste Filmrolle spielte Shaw 1930 in der Produktion Castre. Weitere verschiedene britische Filmprojekte, bei welchen Shaw mitwirkte, schlossen sich in den nächsten Jahren an. Während dieser Zeit verdiente Shaw eine Summe von etwa 300 Pfund die Woche, was damals sogar ein höheres Einkommen als das des Premierministers war.

## Zweiter Weltkrieg und Karriere danach
Nach dem Ausbruch des Zweiten Weltkrieges 1939 musste Shaw seine Schauspielkarriere unterbrechen und wurde als Pilot zur Royal Air Force eingezogen. Während der Kriegsjahre arbeitete er sich vom niedrigsten Rang des Pilot Officers bis zum Flight Lieutenant hoch. Laut einem Interview mit der Tageszeitung The Guardian war er nur in kleinem Maße am tatsächlichen Kriegsgeschehen beteiligt. Auch nach dem Krieg konnte er den Status in der Royal Air Force Volunteer Reserve für sich behalten, nachdem er im Februar 1954 eine passende Kommission unterzeichnet hatte. Seinen Rang in der Air Force durfte er ebenfalls behalten.
Nach seiner Rückkehr nach London musste Shaw feststellen, dass die Unterbrechung durch den Krieg seiner Karriere sehr geschadet hatte. Er verlor seine Wohnung in Albany und seine Arbeitsverträge als Schauspieler und war so gezwungen, sich Schritt für Schritt einen neuen Werdegang aufzubauen. Seine militärischen Erfahrungen aus dem Krieg konnte er unter anderem erfolgreich für eine Piloten-Rolle in einem Lehrfilm für Rekruten der RAF nutzen. In dem Projekt wirkten auch die Schauspielkollegen Edward G. Robinson und Richard Attenborough mit.
1945 kehrte Shaw ans Embassy Theatre zurück, um bei einer Bühnenadaption von Fjodor Michailowitsch Dostojewskis Roman Der Spieler die Regie zu übernehmen. Dies war Shaws erste eigenständige Arbeit als Theaterregisseur. In den darauf folgenden zehn Jahren konnte er mit verschiedenen Aufführungen seine Karriere als Theaterschauspieler wieder stabilisieren. 1956 wurde er erstmals im musikalischen Bereich aktiv und schrieb den Text zu All at Sea nach einer selbstkomponierten Ballade seines Vaters. Diese wurde am Royal College of Music uraufgeführt. 1956 starb Shaws Frau Margaret. Nach ihrem Tod begann Shaw zunächst eine Beziehung mit Joan Ingpen, einer bekannten Agentin und Managerin aus dem Musik- und Opern-Bereich. Ingpen nahm sogar Shaws Nachnamen an, den sie bis zu seinem Tod behielt. In den 80er Jahren führte Shaw zusätzlich eine Beziehung mit Harriet Ravenscroft, der Mutter des bekannten DJs John Peel, welchen er bei einer Aufführung in Ludlow kennengelernt hatte. Seitdem lebte Shaw über Jahre hinweg in einer Art Doppelbeziehung und pendelte wöchentlich zwischen beiden Frauen (Ingpen und Ravenscroft) hin und her.

## Royal Shakespeare Company und spätere Karriere
1966 trat Shaw schließlich der renommierten Royal Shakespeare Company bei, mit welcher er den nächsten Abschnitt seiner Karriere feiern konnte. Seitdem trat er wieder traditionell in vielen Shakespeare-Aufführungen wie Cymbeline, Ende gut, alles gut und Richard II. auf, wobei er wiederum häufiger in Hauptrollen zu sehen war. Von der Presse erntete Shaw viel Lob für seine herausragenden Leistungen auf der Theaterbühne. Zwar gab es auch einige Kritik, da die Stücke der RSC im Vergleich zu den alten Originalen immer mehr modernisiert wurden, doch Shaw schaffte es immer wieder, die Produktionen seiner Gesellschaft gegen Kritiker erfolgreich zu verteidigen. Neben seiner Arbeit bei der RCS an klassischen englischen Stücken begann Shaw auch eine Vorliebe für die Werke russischer Schriftsteller zu entwickeln und spielte in Adaptionen von Drei Schwestern und Ivanov, bei welchen jeweils der bekannte Theaterregisseur Jonathan Miller Regie führte.
Auch mit zunehmendem Alter wurde Shaws Karriere in keiner Weise gebremst, körperlich war er bis ins hohe Alter noch ausgesprochen kräftig. So schaffte Shaw es zum Beispiel, nachdem er von einem Taschendieb bestohlen worden war, diesen einzuholen, niederzuringen und bis zum Eintreffen der Polizei festzuhalten. Neben seiner langjährigen Theaterkarriere war er auch immer wieder in Fernseh- und Radioproduktionen zu hören und zu sehen. Als Filmdarsteller kann Shaw auf über 50 verschiedene Filme zurückblicken.
Seine wohl bekannteste Rolle spielte er 1983 im Star-Wars-Film Die Rückkehr der Jedi-Ritter. Hier war er für circa zwei Minuten als unmaskierter Darth Vader zu sehen. Zwar wurde die Rolle des Sith-Lords den Großteil des Films von dem Bodybuilder David Prowse verkörpert, jedoch wollte man für die wohl emotionalste Szene im Film einen professionellen Schauspieler mit langjähriger Erfahrung haben und griff deshalb auf Shaw zurück. Dieser kurze Filmauftritt brachte ihm mehr Fanpost und Autogrammbitten ein, als er bisher für irgendeine seiner anderen Rollen bekommen hatte. Auch in der Schlussszene der Kino-Fassung des Films ist Shaw als Macht-Geist zu sehen. Nach dem Abschluss der Prequel-Trilogie (2005) wurde Shaw auf den meisten DVD-Veröffentlichungen in dieser Szene jedoch durch Hayden Christensen ersetzt.
Zu Shaws langjährigen Freunden und Kollegen zählten die Schauspieler Ian Richardson und John Nettles, mit welchen er häufig Interviews vor Lehrern und Studenten über die Schauspielkunst gab. Eine seiner letzten Rollen spielte der mittlerweile über achtzig Jahre alte Schauspieler als Zauberer von Oz in einer Aufführung von Der Zauberer von Oz, welche im Londoner Barbican Centre stattfand. Zeit seines Lebens wurde Shaw auch ein geehrtes Mitglied des Künstler-Vereins Garrick Club, welchem in der Vergangenheit auch schon Berühmtheiten wie Charles Dickens, J. M. Barrie und Dante Gabriel Rossetti angehört hatten.

## Tod
Am 23. Dezember 1994 verstarb Shaw im Alter von 89 Jahren in Brighton, Sussex. Eine Andacht für ihn fand am 15. Februar 1995 in der St. Paul’s Church im Covent Garden statt. Anwesend waren alte Schauspielkollegen von Shaw wie Ian Richardson und Ben Kingsley, aber auch jüngere Schauspieler wie Kenneth Branagh. Es wurden Lieder gesungen und verschiedene literarische Texte vorgelesen, darunter auch einige von Shaws eigenen poetischen Dichtungen. Shaw hinterließ seine Tochter Drusilla MacLeod und seine langjährige Partnerin Joan Ingpen, welche Shaws Nachnamen bis zu seinem Tod selber getragen hatte.

## Filmografie
- 1930: Caste
- 1933: Little Miss Nobody
- 1933: House of Dreams
- 1933: Taxi to Paradise
- 1934: The Way of Youth
- 1934: The Four Masked Men
- 1934: Get Your Men
- 1934: Adventurers Ltd.
- 1935: Brewster's Millions
- 1935: The Lad
- 1935: The Ace of Spades
- 1935: Three Witnesses
- 1935: Jubilee Window
- 1935: Department Store
- 1936: Tomorrow We Live
- 1936: Birds of a Feather
- 1936: Jury's Evidence
- 1936: Men Are Not Gods
- 1937: Farewell Again
- 1937: The Squeaker
- 1938: Julius Caesar
- 1939: Too Dangerous to Live
- 1939: Prison Without Bars
- 1939: Table d'Hote
- 1939: Der Spion in Schwarz (The Spy in Black)
- 1940: Now You're Talking
- 1940: Three Silent Men
- 1940: Bulldog Sees It Through
- 1940: The Flying Squad
- 1941: East of Piccadilly
- 1946: Journey Together
- 1947: Hamlet
- 1949: The Glass Mountain
- 1949: Landfall
- 1953: Laxdale Hall
- 1960: Here Lies Miss Sabry
- 1966: It Happened Here
- 1968: All's Well That Ends Well
- 1968: Ein Sommernachtstraum
- 1981: Timon of Athens
- 1983: The Weather in the Streets
- 1983: Die Rückkehr der Jedi-Ritter (als Anakin Skywalker)  (später als Star Wars: Episode VI – Die Rückkehr der Jedi-Ritter vermarktet)
- 1987: High Season
- 1988: The Master Builder
- 1988: Casualty (Fernsehserie)
- 1989: Chelworth
- 1991: Chernobyl: The Final Warning
- 1991: Chimera